# Wojciech Pszczolarski
Wojciech Pszczolarski (26 d'abril de 1991) és un ciclista polonès, professional des del 2013. Actualment milita en l'equip SKC Tufo Prostějov. Els seus millors resultats els ha aconseguit en el ciclisme en pista, destacant el campionat d'Europa en Puntuació de 2015.

## Palmarès en pista
- 2012
  -  Campió d'Europa sub-23 en Puntuació
- 2013
  -  Campió de Polònia en Puntuació
- 2015
  -  Campió d'Europa en Puntuació
  -  Campió de Polònia en Madison